# Mathieu Dreyfus
Mathieu Dreyfus (Mulhouse, Francia, 2 de julio de 1857 - 22 de octubre de 1930), hermano mayor de Alfred Dreyfus, fue un escritor e industrial francés. Fue un incansable defensor de su hermano en el Caso Dreyfus.

## Obra
- L'Affaire telle que je l'ai vécu

- Datos: Q3298714
- Multimedia: Mathieu Dreyfus / Q3298714